# Adolphe Delattre
Pierre Adolphe Delattre (Tours, 10 de fevereiro de 1805 – Nice, 3 de janeiro de 1854) foi um ornitólogo e pintor francês, especializado em beija-flores. É mais conhecido pelas suas contribuições como ornitólogo, foi responsável por nomear cerca de 20 espécies de aves, muitas dessas realizadas com os ornitólogos René Primevère Lesson e Jules Bourcier. Ao longo de sua carreira, apenas cinco descrições foram feitas individualmente. Além de sua carreira como naturalista, também se dedicou à pintura de miniaturas, onde fazia retratos de figuras aristocráticas de sua época, incluindo uma miniatura do então príncipe brasileiro, Pedro II, e duas de suas irmãs, Januária e Francisca.

## Biografia

### Início de vida, educação e família
Adolphe Delattre nasceu em 10 de fevereiro de 1805, ou 24 pluviôse ano XIII, no calendário revolucionário, na cidade universitária de Tours, no departamento de Indre-et-Loire, na França. Louis-Henri Delattre, seu pai, era pensionista, enquanto Eugénie née Lemaire, sua mãe, era dona de casa. Assim como seu irmão mais velho, Augustin-Henri Delattre, foi artista e naturalista. 
Delattre teve apenas um único filho, originado em seu casamento com Jeanne Françoise Postel. Em 1832, declarou-se no tribunal a separação de corpos entre os dois casados. Todavia, a decisão não confirmava, juridicamente, o divórcio. Alguns anos antes de sua morte, deixou um testamento à Heloïse Boucard, que fora por muitos anos concubina. Acredita-se que seu filho seja Adolphe Boucard, ornitólogo e entomólogo francês, visto que, embora Delattre tenha confirmado relações sexuais com Heloïse, o mesmo negou ser o pai da criança, não aparecendo no registro. Mesmo com a separação em 30 de novembro de 1832, sua legítima esposa, Jeanne, contestou o testamento. 
Adolphe estudou na escola de artes do francês Jean-Baptiste Isabey. Em sua carreira como artista, fazia pinturas que retratavam principalmente pessoas e figuras aristocráticas, ao mesmo tempo que o irmão pintava cavalos e outros animais. Em 1839, dedicou, ao irmão, a espécie Ornismya Henrica, juntamente a Lesson; considerada um sinônimo júnior da espécie Lampornis amethystinus, descrita por William John Swainson em 1827. Em 1830, pintou um retrato do político francês Étienne Maurice Gérard.

### Expedições à América e descrições
Entre os anos de 1831 e 1851, o naturalista realizou algumas expedições de caráter científico destinadas às Américas. Durante as viagens, descreveu muitas espécies espécies de beija-flores, como o beija-flor-de-garganta-esmeralda, o bico-de-espinho-arco-íris, bem como estrela-do-chimboraço. Delattre também nomeou o gênero de aves Ornismya, conhecido como Riccordia (Reichenbach, 1854) nos dias atuais.
Em 1833, realizou um grupo de miniaturas de retratos para a Casa dos Habsburgo no Rio de Janeiro. Entre os retratos, um deles era nomeado de Dona Januária Irmã de Dom Pedro II, nascida no Rio. Ao voltar de sua viagem em 1832, trouxe para o território francês alta quantidade de material colecionável de muitas áreas da história natural. Estes incluíam peças de botânica, mineralogia, ornitologia e sobretudo entomologia. A partir deste período, ele também disponibilizou um besouro, Osorius brasiliensis, ao Museu Nacional de História Natural da França, que Pierre André Latreille descreveu pela primeira vez em 1832.
Além de seu interesse pelas artes visuais e ciências naturais, o ornitólogo tinha grande afinidade com a nobreza francesa e internacional, dedicando o nome binomial Ornismya Helenæ, que posteriormente foi renomeada Lophornis helenae, dedicatória à princesa francesa Helena de Orleães. Na descrição, também destacou o incentivo da mesma às artes e ciências: "que a princesa acolha a homenagem de um viajante, feliz em terras distantes, de conquistar esta espécie extremamente rara para  dar o nome de uma esposa e mãe tão querida pela França".
Em 1846, alguns anos depois, nomeou a espécie de beija-flor Trochilus cuvierii, atualmente nomeada por Phaeochroa cuvierii — descrita em colaboração com Bourcier — em homenagem ao também naturalista francês Georges Cuvier.
Em 1848, organizou uma exibição de cinco pinturas, feitas pelo mesmo, no Salon de Paris, endereçado a 31, rue de la Sourdière. Os retratos em miniatura foram denominados Nicola 1er, Femme après le bain e retrato da Sra. B.; na mesma exibição, pintou outro retrato em exposição baseado em um modelo de um pintor francês, Philippe de Champaigne. Ele também exibiu a miniatura de um beija-flor.
A primeira viagem ao território americano realizou-se em um veleiro, com destino à São Francisco, estado da Califórnia. Daqui começou uma viagem à América Central, em direção à Nicarágua pela Guatemala. Bonaparte descreveu o resultado de suas coleções em 1854 em uma das suas publicações. Alguns anos mais tarde, embarcou em uma expedição de descoberta ao Peru, Equador e o então Vice-Reino de Nova Granada, que o levou ao istmo do Panamá. De lá, trouxe uma impressionante coleção de aves para Paris, que vendeu para Thomas Bellerby Wilson. Na mesma viagem, também coletou um espécime de Cinclus leucocephalus no Peru, que deixou a Johann Jakob von Tschudi para análise.

## Sociedades
Delattre foi membro da Société Cuviérienne, que era responsável pela publicação do periódico científico Revue Zoologique par la Société Cuviérienne, pela qual publicou suas obras sobre ornitologia. Embora não tenha descrito nenhuma espécie de inseto, e nem mesmo publicado algum trabalho conhecido sobre entomologia, tornou-se membro, em 1832, da Société entomologique de France, por suas coleções.

## Dedicatórias
Em 1839, um de seus colaboradores, René Primevère Lesson, em homenagem ao ornitólogo, também co-autor da descrição, nomeou a espécie de beija-flor Lophornis delattrei; Frédéric de Lafresnaye, por sua vez, nomeou o traupídeo Tachyphonus delatrii, como dedicatória a Delattre. Três anos depois, em 1850, o também francês Charles Lucien Bonaparte nomeou o gênero Delattria, atualmente considerado sinônimo de Lampornis, nomeado por Swainson, em 1827. Já em 1854, ano em que Delattre morreu, Charles Lucien Bonaparte descreveu a espécie Basileuterus delattrii, um passeriforme, dedicando-a ao pintor.